# Graaf van Buckinghamshire

Wapen van de graaf van Buckinghamshire

Graaf van Buckinghamshire is een Britse adellijke titel.
De titel werd gecreëerd door koning George II in 1746 in de peerage van Groot-Brittannië voor John Hobart.
De aanvullende titel voor de graaf van Buckinghamshire is: baron Hobart.

## Graaf van Buckinghamshire (1746)
- 1746 – 1756: John Hobart (1695)-1746), 1e graaf van Buckinghamshire
- 1756 – 1793: John Hobart (1723-1793), 2e graaf van Buckinghamshire
- 1793 – 1804: George Hobart (1731-1804), 3e graaf van Buckinghamshire
- 1804 – 1816: Robert Hobart (1760-1816), 4e graaf van Buckinghamshire
- 1816 – 1849: George Robert Hobart-Hampden (1789-1849), 5e graaf van Buckinghamshire
- 1816 – 1885: Augustus Edward Hobart-Hampden (1793-1885), 6e graaf van Buckinghamshire
- 1885 – 1930: Sidney Carr Hobart-Hampden-Mercer-Henderson (1860-[1930), 7e graaf van Buckinghamshire
- 1930 – 1963: John Hampden Mercer-Henderson (1906-1963), 8e graaf van Buckinghamshire
- 1963: Vere Frederick Cecil Hobart-Hampden (1901-1963), 9e graaf van Buckinghamshire
- 1963 – heden: George Miles Hobart-Hampden (1944), 10e graaf van Buckinghamshire